# مراكش والمامونية
مراكش والمامونية هو كتاب صدر سنة 1994 عن دار ACR. و ألفه خير الدين مراد و أنجز صوره آلان جيرار.
و كشف خير الدين مراد، من منظوره كشاعر أكثر من كونه مؤرخًا، المصائر المتشابكة لمراكش والمامونية ، ذلك القصر الأسطوري الواقع في مدينة تحمل نفسها طابع الأسطورة.
وإذا كان نشوء المدينة ينطوي على نوع من " الهشاشة الظاهرة لمحيطها ، و الطبيعة العدائية لبيئتها، و جرأة مؤسسها "، فإن تاريخها هو تاريخ استقرار القبائل البدوية، و تَمَلك خبرة التعامل مع ندرة المياه وتقلبها . إنها تستجيب لرؤية مؤسسيها الذين امتلكوا رؤى مستقبلية .
و هناك في هذا الموقع، ودون خيانة المدينة، تنفلت المأمونية من الطابع الهجين، وتَمزج ثقافات متنوعة، وترفض الانصياع لنموذج واحد بينما تستسلم للنظرة الاستشراقية للأولئك الذين ستفتنهم : من فنانين وكتاب ودبلوماسيين... لأنها ستسم تفردها على مستويات الفن والتاريخ والثقافة في البلاد.
كما يتيح الكتاب فرصة اكتشاف كيف يمكن للأماكن - مدينة، فندق - أن تتجاوز مشاريع البشر ، وتجمع بين عدة أنواع متعددة من الثقافات، وتتحول هي نفسها إلى أسطورة، و الى نموذج للثقافة المتعددة والحية.